# Live in Remont ’93
Live in Remont ’93 (pełna nazwa: Live in Remont 13 Gruдnia 93) – koncertowy album zespołu Brygada Kryzys nagrany w czasie jego występu w warszawskim klubie Remont 13 grudnia 1993. Wydany w formie kasety w 1996 roku przez firmę Złota Skała.

## Lista utworów
| Strona A | Strona A                                                           | Strona A |
| Nr       | Tytuł utworu                                                       | Długość  |
| -------- | ------------------------------------------------------------------ | -------- |
| 1.       | „Subway Train” (słowa: Tomasz Lipiński, muzyka: Robert Brylewski)  | 4:45     |
| 2.       | „Nie daj się” (słowa: Tomasz Lipiński, muzyka: Robert Brylewski)   | 4:56     |
| 3.       | „Nie ma nic” (słowa: Tomasz Lipiński, muzyka: Robert Brylewski)    | 4:19     |
| 4.       | „To co czujesz” (słowa: Tomasz Lipiński, muzyka: Robert Brylewski) | 5:26     |
|          |                                                                    | 19:26    |

| Strona B | Strona B                                                          | Strona B |
| Nr       | Tytuł utworu                                                      | Długość  |
| -------- | ----------------------------------------------------------------- | -------- |
| 1.       | „Ganja” (słowa: Tomasz Lipiński, muzyka: Robert Brylewski)        | 6:26     |
| 2.       | „Take My Hand” (słowa: Tomasz Lipiński, muzyka: Robert Brylewski) | 6:22     |
| 3.       | „Cosmopolis” (słowa: Tomasz Lipiński, muzyka: Robert Brylewski)   | 5:18     |
|          |                                                                   | 18:06    |

## Skład
- Robert „Goldrocker” Brylewski – wokal, gitara, instrumenty perkusyjne, klawisze, cytra
- Tomasz „Frantz” Lipiński – wokal, gitara, instrumenty perkusyjne
- Ireneusz „Jeżyk” Wereński – gitara basowa
- Piotr „Stopa” Żyżelewicz – perkusja
- Grzegorz Ryłka – saksofon
- Vivian Quarcoo – wokal